# Pierre Aube
Pierre Aubé (n. 23 februarie 1944, Normandie, Franța) este un istoric francez specializat în istoria evului mediu și a cruciadelor.

## Biografie
Profesor la Universitatea din Rouen vreme de 30 de ani, a scris diferite lucrări cu subiecte referitoare la evul mediu, traduse în mai multe limbi. În anul 2004 a obținut marele premiu pentru biografie istorică decernat de către Academia Franceză.

## Opere
- Baudouin IV de Jérusalem. Le roi lépreux, 1981.
- Les Empires normands d’Orient, XIe-XIIIe siècles, 1983.
- Godefroy de Bouillon, Fayard, 1985.
- Thomas Becket, Fayard, 1988.
- Jérusalem 1099, Actes Sud, 1999.
- Roger II de Sicile. Un Normand en Méditerranée, Payot, 2001.
- Éloge du mouton, Actes Sud, 2001.
- Saint Bernard de Clairvaux, Fayard, 2003.
- Un croisé contre Saladin. Renaud de Châtillon, Fayard, 2007.